# Cá huỳnh quang

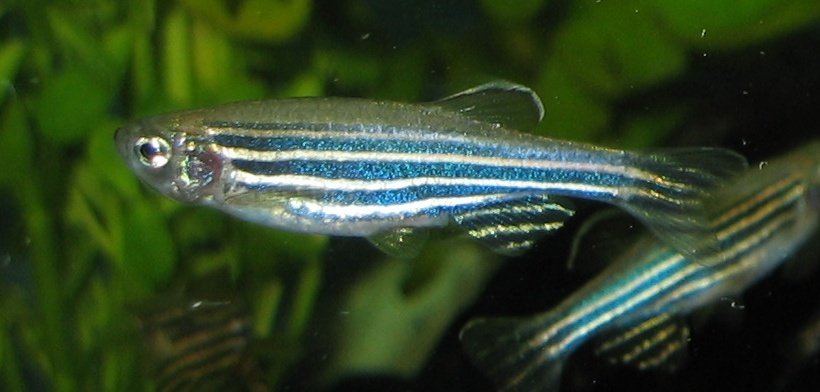
Một con cá huỳnh quang

Cá huỳnh quang hay còn gọi là cá huỳnh quang biến đổi gen (GloFish) là một trong các loại cá cảnh nước ngọt được hình thành do công nghệ biến đổi gen (GMO). Cá ngựa vằn là GloFish là đầu tiên và có sẵn trong các cửa hàng vật nuôi, và bây giờ được bán với màu đỏ tươi, màu huỳnh quang màu xanh lá cây, màu vàng cam, xanh dương và tím. Mặc dù không được phát triển cho việc buôn bán cá cảnh, nó là một trong những động vật biến đổi gen đầu tiên để trở thành công khai như một con vật cưng. Nó chỉ được bán tại Hoa Kỳ, nơi mà nó vẫn là vật nuôi biến đổi gen và chỉ được công bố công khai.

## Hình ảnh

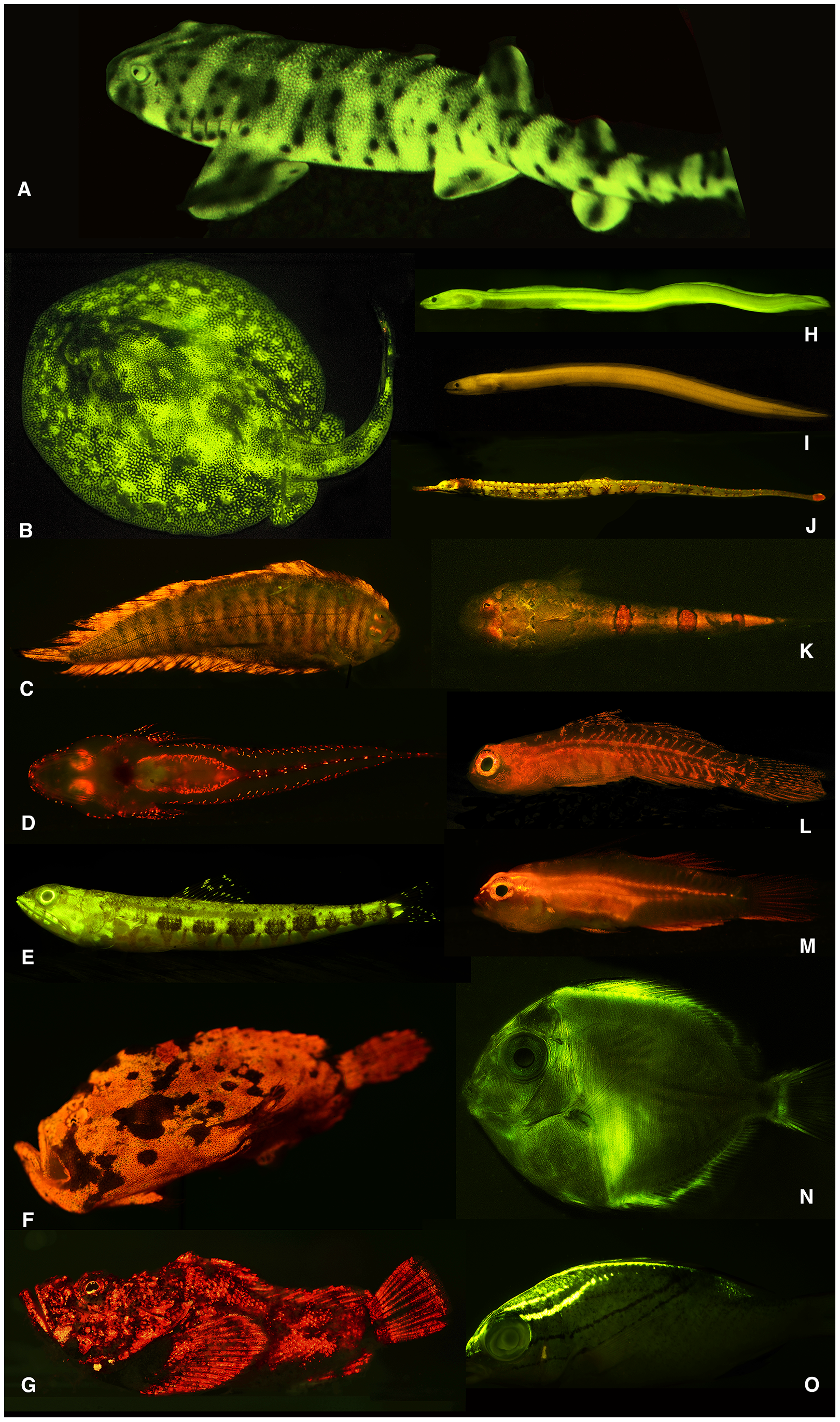
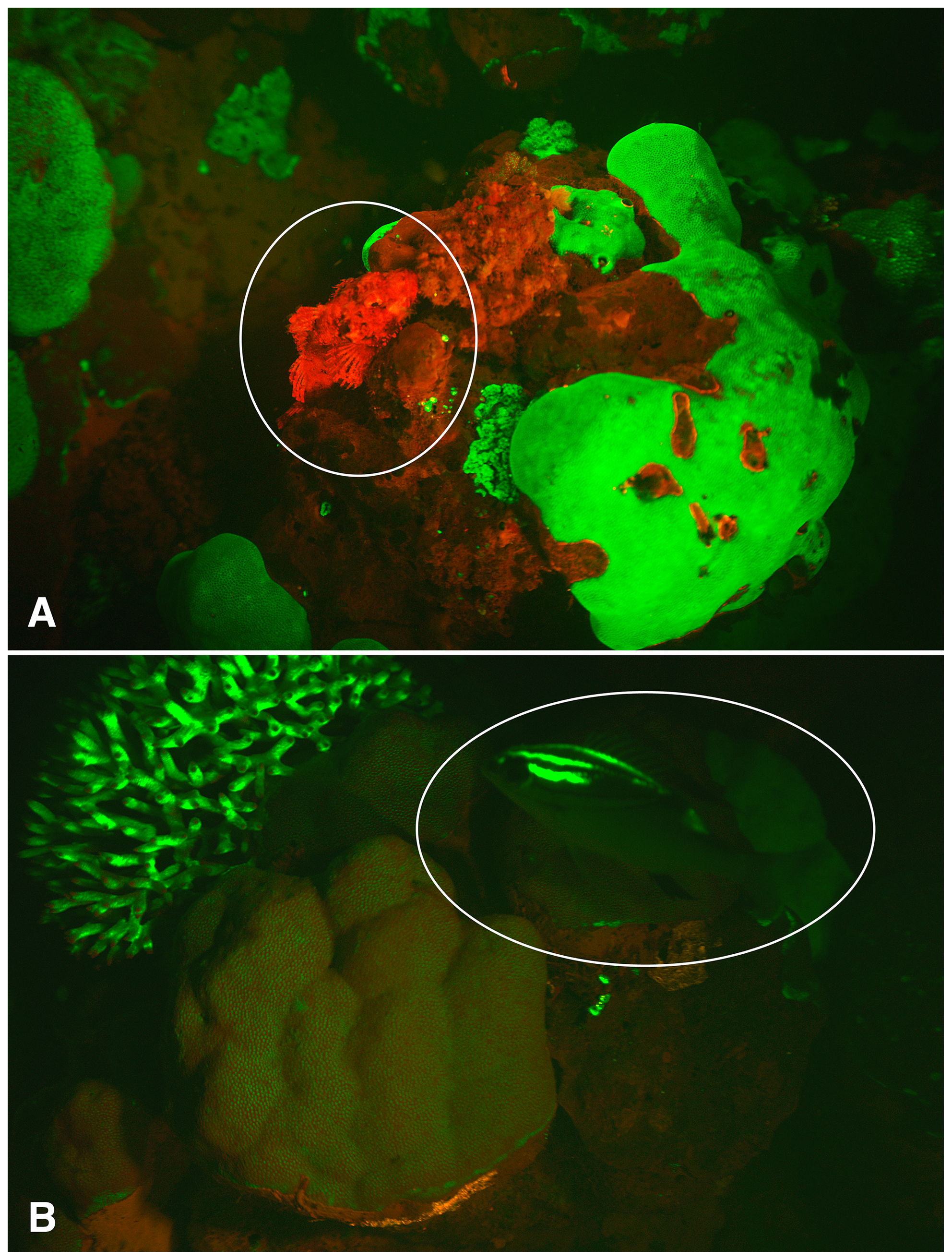
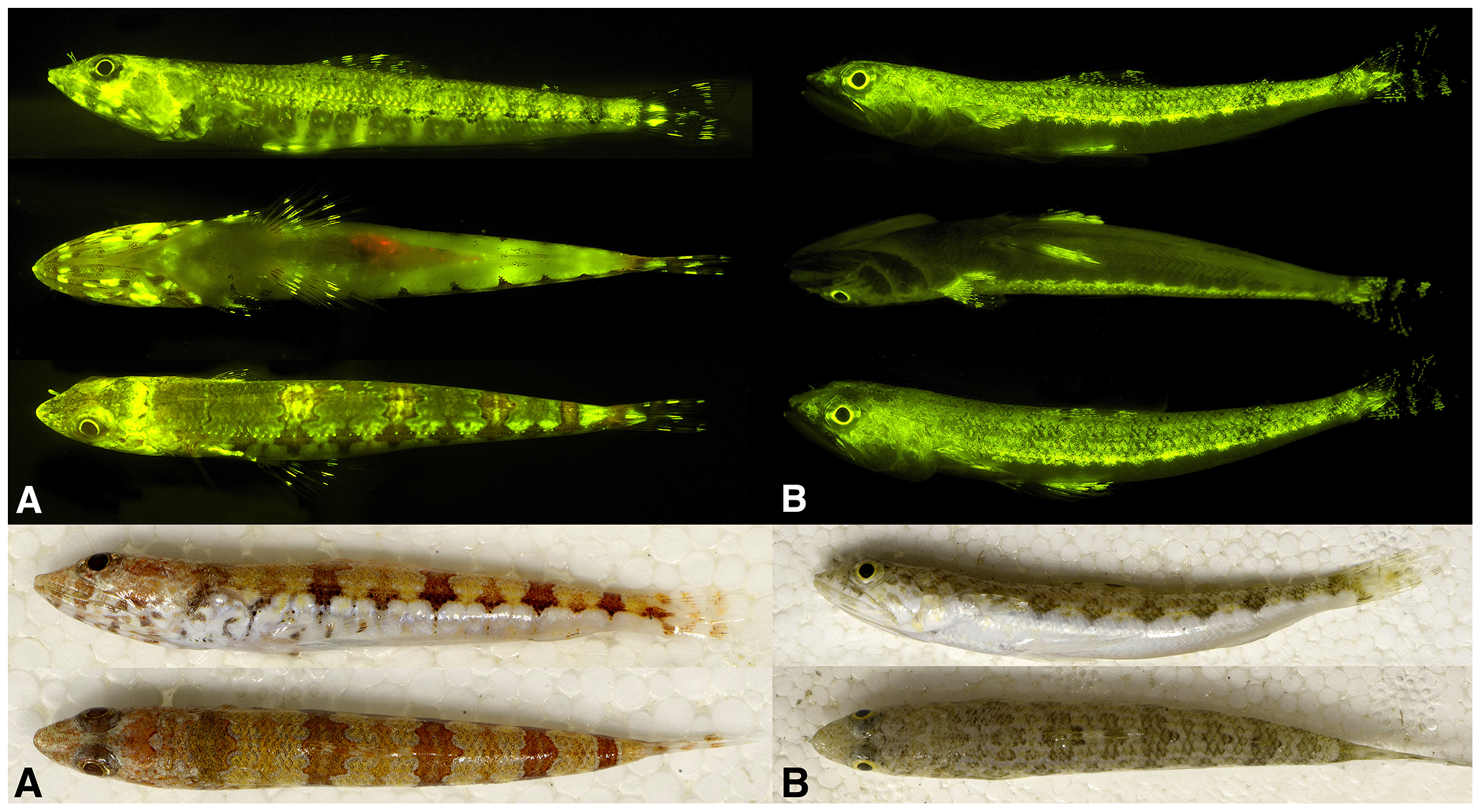